# Élections législatives gilbertines de 2011
Des élections législatives se sont tenues aux Kiribati les 21 et 28 octobre 2011, pour l'élection de quarante-quatre des quarante-six députés de la Xe législature de la Maneaba ni Maungatabu, l'assemblée législative monocamérale,. Elles furent suivies par l'élection du Président de la République, le 13 janvier, également au suffrage universel direct, les électeurs devant choisir l'un des trois ou quatre députés sélectionnés par leurs pairs comme candidat à la présidence.
Aucun parti n'obtint une majorité absolue de sièges.

## Système électoral
Le pays est divisé en vingt-trois circonscriptions électorales, dont quatre élisant un député, et les autres deux ou trois députés. Dans chaque circonscription, un électeur peut voter pour autant de candidats qu'il y a de sièges. L'élection est à deux tours, si nécessaire. Un candidat est élu au premier tour s'il obtient une majorité absolue des voix. Sinon, un second tour est organisé, normalement une semaine plus tard. S'il y a un siège à pourvoir, les trois candidats arrivés en tête au premier tour accèdent au second. S'il y a deux sièges à pourvoir, il peut y avoir quatre candidats au second tour ; et s'il y a trois sièges, cinq candidats,.
Par ailleurs, les Banabiens d'origine (citoyens  kiribatiens ) résidant à Rabi, aux Fidji, ont également un représentant, non pas élu mais nommé par le Conseil de Rabi. Le quarante-sixième député est l'Attorney General (le Procureur général de la République), qui siège ex officio à moins qu'il ne soit élu député par ailleurs,.

## Partis et candidats
Il y avait trois partis politiques représentés au Parlement avant l'élection. Le Boutokaan te koaua (Piliers de la Vérité) était le parti du gouvernement et du Président Anote Tong. Le principal mouvement d'opposition était le Parti de la Coalition unie (Karikirakean Tei-Kiribati), regroupant le parti Maneaban te mauri (Protégeons le Maneaba) et le parti Kiribati tabomoa ; il disposait de douze sièges. À sa tête, Rimeta Beniamina était le chef de l'opposition officielle. Le parti Maurin Kiribati, dirigé par Nabuti Mwemwenikarawa, avait sept sièges.
Néanmoins, aux Kiribati, les partis politiques n'ont pas une importance primordiale. Ce sont « des regroupements lâches plutôt que des blocs disciplinés ; ils ont peu ou pas de structure. Un député peut changer d’allégeance plusieurs fois au cours de son mandat. Il est courant aussi que les députés votent selon les intérêts particuliers de leurs électeurs sur certaines questions ».
À la clôture des candidatures, il y avait cent-trente-huit candidats (dont douze femmes) pour les quarante-quatre sièges.

## Inquiétudes quant au taux de participation
À la suite de taux de participation faibles lors d'élections précédentes, des personnels de l'administration électorale visitèrent « chaque île » pour expliquer aux citoyens qu'il était important de voter. La population en âge de voter (18 ans ou plus) était d'environ 60 000. Par ailleurs, ils expliquèrent aux électeurs potentiels comment remplir correctement leur bulletin, un grand nombre de bulletins ayant été mal remplis (et donc rendus nuls) lors de scrutins antérieurs. En outre, le Parlement, avec le soutien du Forum des îles du Pacifique et des Nations unies, organisa une simulation de parlement pour des candidates potentielles, afin d'encourager les femmes à se porter candidates aux élections.
Finalement, moins de la moitié des électeurs potentiels s'inscrivirent sur les listes électorales.

## Élections retardées sur deux îles
Sur l'île Fanning et l'île Washington, le premier tour fut reporté au 24 octobre, en raison de problèmes d'acheminement par bateau des bulletins de vote. En conséquence, les électeurs sur ces deux îles ont voté après l'annonce des résultats pour les autres bureaux de vote.

## Controverse sur les relations sino- kiribatiennes
Peu après l'annonce des résultats du premier tour, le Président Tong, remarquant que certains candidats de l'opposition semblaient avoir fait mieux que prévu, se demanda publiquement s'il ne fallait pas y voir une ingérence de la République populaire de Chine, qui avait rompu ses relations avec les Kiribati — et avait dû en conséquence démanteler sa base de surveillance de ses satellites installée dans le pays — lorsque le gouvernement Tong avait reconnu la République de Chine (Taïwan) en 2003. Tong affirma qu'il était « tout à fait possible, et je pense plus que possible » que Pékin ait « continué à être actif dans la pays ». Le député (et ancien Président) Teburoro Tito, pour l'opposition, répliqua an affirmant que la campagne électorale du gouvernement Tong avait été « financ[ée...] tout le long » par Taïwan.

## Résultats

### Premier tour
À la suite du premier tour, les résultats suivants furent annoncés, :
- Le Président de la République, Anote Tong, est réélu dès le premier tour à son siège de député de la circonscription de Maiana, avec 74 % des suffrages[17]. La Vice-Présidente, Teima Onorio, est également réélue, à Arorae.
- Ieremia Tabai, qui avait été le premier Président de la République de 1979 à 1991, conserve son siège à Nonouti.
- Teatao Teannaki, second Président du pays (1991-1994), conserve également son siège, à Abaiang. Et Teburoro Tito, troisième Président (1994-2003), conserve son siège dans la capitale, Tarawa-Sud.
- Dans la circonscription d'Aranuka, qui élit un seul député, le ministre de l'Environnement Amberoti Nikaro est battu ; son adversaire Martin Moreti, élu au premier tour, fait son entrée pour la première fois au Parlement.
- Les députés d'arrière-banc Kabetite Mwetaka et Matang Tekitanga, respectivement des circonscriptions de Tabuaeran et de Kuria, membres de la majorité présidentielle sortante, sont éliminés au premier tour.
- En revanche, pour la majorité présidentielle, Taberannang Timeon (Tabiteuea nord ; ministre des Pêcheries[17]), Timon Aneri (Banaba) et Tonganibeia Taam (Betio) sont réélus.
- La plupart des ministres sont qualifiés pour le second tour.
- Pour l'opposition, James Taom (Makin) est réélu.
- Rutiano Berenato fait son entrée au Parlement, élu député de Marakei pour l'opposition. Waysang Kumkee, ancien député de l'opposition qui avait perdu son siège en 2007, fait son retour au Parlement, élu au premier tour à Nonouti.
- Tinian Reiher, député élu en 2002 qui avait démissionné pour émigrer en Nouvelle-Zélande, fait son retour au Parlement en tant que député de Butaritari, étant revenu au pays.
- Dans la circonscription de Betio (atoll de Tarawa), où le député Reete Bokai (affilié au gouvernement) était décédé en cours de mandat, sa fille Tangariki Reete est élue au premier tour - l'une des deux seules femmes à l'être.

Au total, vingt-deux sièges sont pourvus au premier tour, soit exactement la moitié.

### Second tour
Un des premiers résultats annoncés pour le second tour est la défaite de Natan Teewe, député d'Abemama et ministre des Finances sortant, battu par l'homme d'affaires Tiarite Kwong. Toakai Koririntetaake (ministre de l'Éducation) et Temate Ereateiti (ministre des Transports et des Communications) sont également battus. En revanche, le Dr. Kautu Tenaua (ministre de la Santé), Kouraiti Beniato (ministre de l'Intérieur et des Affaires sociales), Tawita Temoku (ministre des îles de la Ligne) et Kirabuke Teiaua (ministre des Travaux publics) sont réélus.
Banuera Berina, le principal avocat de Tarawa-Sud et ancien candidat à la présidentielle, l'une des principales figures du parti Maurin Kiribati, est battu.
Au total, vingt-neuf députés sont reconduits. Quatre ministres perdent leur siège.
Sur l'île Christmas, un troisième tour a eu lieu le 3 novembre, pour départager deux candidats ayant recueilli le même nombre de voix. Lors de ce troisième tour, le sortant Jacob Teem devance son adversaire Rutio Bangao de vingt-sept voix, portant ainsi à trente le nombre de députés réélus.
Pour la première fois dans l'histoire du pays, il y a quatre femmes parmi les élus : Rereao Tetaake, Teima Onorio, Tangariki Reete et Maere Tekanene.
Liste des élus
Cette liste est fournie principalement par le Kiribati Independent, qui indique le parti politique de chaque député lorsqu'il est connu. Dans certains cas, le journal estime qu'il est « possible » qu'un député change rapidement de camp,. En outre, les nouveaux députés furent souvent élus sans étiquette, choisissant leur camp après leur élection. Ainsi, Pinto Katia, Tom Murdoch, Martin Mooreti, Tiarite Kwong, Tetaake Kwong et Kirata Temamaka annoncèrent après l'élection qu'ils rejoignaient l'opposition (principalement le parti Maurin Kiribati), bien que le magazine Islands Business remarquât qu'il se pût encore qu'ils changent d'avis. Maere Tekanene demeura indécise, tandis que le Dr. Mareko Tofinga, un universitaire élu député dans la capitale, indiqua qu'il comptait créer son propre parti.
À la mi-novembre, Islands Business pouvait écrire que le Boutokaan te koaua avait treize députés, que Karikirakean Tei-Kiribati en avait treize également, et que Maurin Kiribati en avait onze, mais que la situation était encore loin d'être stable, et que Maurin Kiribati semblait attirer davantage de députés encore indécis. À la mi-décembre, Islands Business indiquait que le Boutokan te koaua avait seize députés, tandis que Karikirakean Tei-Kiribati en avait quinze, et Maurin Kiribati, douze.
Le nouveau Parlement reconduisit Taomati Iuta (du BTK) au poste de Speaker (président de l'Assemblée), par 28 voix contre 18.
| Nom | Nom                   | Sortant réélu ?             | Parti                     | Circonscription | Ministre sortant ?                                  |
| --- | --------------------- | --------------------------- | ------------------------- | --------------- | --------------------------------------------------- |
|     | Tetaake Kwong         | nouveau                     | opposition                | Abaiang         | -                                                   |
|     | Teatao Teannaki       | réélu (1er tour)            | Boutokaan Te Koaua        | Abaiang         | -                                                   |
|     | Dr. Kautu Tenaua      | réélu                       | Boutokaan Te Koaua        | Abaiang         | Ministre de la Santé                                |
|     | Tiarite Kwong         | nouveau                     | Maurin Kiribati           | Abemama         | -                                                   |
|     | Willie Tokataake      | réélu                       | Karikirakean Tei-Kiribati | Abemama         | -                                                   |
|     | Martin Moreti         | élu (au 1er tour)           | opposition                | Aranuka         | -                                                   |
|     | Teima Onorio          | réélue                      | Boutokaan Te Koaua        | Arorae          | Vice-Présidente de la République                    |
|     | Timon R. Aneri        | réélu (au 1er tour)         | Boutokaan Te Koaua (a)    | Banaba          | -                                                   |
|     | Tetabo Nakara         | réélu                       | Karikirakean Tei-Kiribati | Beru            | -                                                   |
|     | Kirabuke Teiaua       | réélu                       | Boutokaan Te Koaua        | Beru            | Ministre des Travaux publics et des Infrastructures |
|     | Ioteba Redfern        | réélu                       | Karikirakean Tei-Kiribati | Betio           | -                                                   |
|     | Tangariki Reete       | nouvelle (élue au 1er tour) | Maurin Kiribati           | Betio           | -                                                   |
|     | Martin Puta Tofinga   | nouveau                     | Maurin Kiribati (b)       | Betio           | -                                                   |
|     | Tinian Reiher         | nouveau (élu au 1er tour)   | Maurin Kiribati (c)       | Butaritari      | -                                                   |
|     | Alexander Teabo       | réélu                       | Karikirakean Tei-Kiribati | Butaritari      | -                                                   |
|     | Jacob Teem            | réélu (au 3e tour)          | inconnu                   | île Christmas   | -                                                   |
|     | Tawita Temoku         | réélu                       | Boutokaan Te Koaua        | île Christmas   | Ministre des îles de la Ligne et des îles Phoenix   |
|     | Kirata Temwamwaka     | nouveau                     | opposition                | île Christmas   | -                                                   |
|     | Taom Murdock          | réélu (au 1er tour)         | Maurin Kiribati           | Kuria           | -                                                   |
|     | Teiwaki Areieta       | réélu                       | Karikirakean Tei-Kiribati | Maiana          | -                                                   |
|     | Anote Tong            | réélu (au 1er tour)         | Boutokaan Te Koaua        | Maiana          | Président de la République                          |
|     | Pinto Katia           | nouveau                     | Maurin Kiribati           | Makin           | -                                                   |
|     | James Taom            | réélu (au 1er tour)         | Karikirakean Tei-Kiribati | Makin           | -                                                   |
|     | Rutiano Benetito      | nouveau (élu au 1er tour)   | inconnu                   | Marakei         | -                                                   |
|     | Patrick Tatireta      | réélu                       | Boutokaan Te Koaua (a)    | Marakei         | -                                                   |
|     | Rimeta Beniamina      | réélu                       | Karikirakean Tei-Kiribati | Nikunau         | -                                                   |
|     | Mote Terukaio         | réélu                       | Boutokaan Te Koaua        | Nikunau         | -                                                   |
|     | Waisang Mosi Kumkee   | nouveau (élu au 1er tour)   | opposition (d)            | Nonouti         | -                                                   |
|     | Ieremia Tabai         | réélu                       | Boutokaan Te Koaua        | Nonouti         | -                                                   |
|     | Kouraiti Beniato      | réélu                       | Boutokaan Te Koaua        | Onotoa          | Ministre de l'Intérieur et des Affaires sociales    |
|     | Taneti Maamau         | nouveau                     | opposition (c)            | Onotoa          | -                                                   |
|     | Dr. Tetaua Taitai     | réélu (au 1er tour)         | Karikirakean Tei-Kiribati | Tabiteuea-Nord  | -                                                   |
|     | Taberannang Timeon    | réélu (au 1er tour)         | Boutokaan Te Koaua        | Tabiteuea-Nord  | Ministre de la Pêche et des Ressources maritimes    |
|     | Tebuai Uaai           | réélu (au 1er tour)         | Karikirakean Tei-Kiribati | Tabiteuea-Sud   | -                                                   |
|     | Tekiau Aretateta      | réélu (au 1er tour)         | Boutokaan Te Koaua        | Tabuaeran       | -                                                   |
|     | Teetan Mweretake      | réélu (au 1er tour)         | Boutokaan Te Koaua        | Tabuaeran       | -                                                   |
|     | Matiota Kairo         | nouveau (élu au 1er tour)   | inconnu                   | Tamana          | -                                                   |
|     | Boutu Bateriki        | nouveau                     | Maurin Kiribati           | Tarawa-Nord     | -                                                   |
|     | Nabuti Mwemwenikarawa | réélu                       | Maurin Kiribati           | Tarawa-Nord     | -                                                   |
|     | Inatio Tanentoa       | réélu                       | inconnu                   | Tarawa-Nord     | -                                                   |
|     | Maere Tekanene        | nouvelle                    | sans étiquette (e)        | Tarawa-Sud      | -                                                   |
|     | Teburoro Tito         | réélu (1er tour)            | Karikirakean Tei-Kiribati | Tarawa-Sud      | -                                                   |
|     | Pr. Mareko P. Tofinga | nouveau                     | indépendant (f)           | Tarawa-Sud      | -                                                   |
|     | Rereao Tetaake Eria   | réélue (au 1er tour)        | Boutokaan Te Koaua        | Teraina         | -                                                   |

(a) Le Kiribati Independent estime qu'il est possible qu'Aneri et Tatireta changent de camp.

(b) Tofiga avait été député de la majorité présidentielle, et même ministre, lors de la législature 2003-2007. Ayant retrouvé un siège au Parlement, il s'est déclaré membre de l'opposition, et a rejoint le parti Maurin Kiribati.

(c) Maamau est membre de l'opposition, mais son éventuelle affiliation à un parti n'est pas connue.

(d) Kumkee est décrit comme étant « proche » du parti Karikirakean Tei-Kiribati, sans toutefois en être membre.

(e) Maere Tekanene, élue sans étiquette, a indiqué qu'elle rejoindrait peut-être un parti politique.

(f) Tofinga indiqua qu'il comptait créer son propre parti politique.

## Suites
L'élection présidentielle du 13 janvier vit Anote Tong reconduit pour un troisième et dernier mandat à la présidence de la république. Plusieurs de ses ministres ayant perdu leur siège lors des législatives, il forma un nouveau gouvernement, composé de ministres issus de son propre parti mais aussi du parti Maurin Kiribati.
Timon Aneri, le député de Banaba, décéda en mai 2014. Une élection partielle le 18 juillet doit décider de son successeur.